# Docking (chimica)

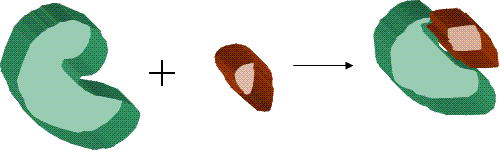
Diagramma che illustra il docking di una piccola molecola ligando (marrone) ad una proteina recettore (verde) per produrre un complesso.

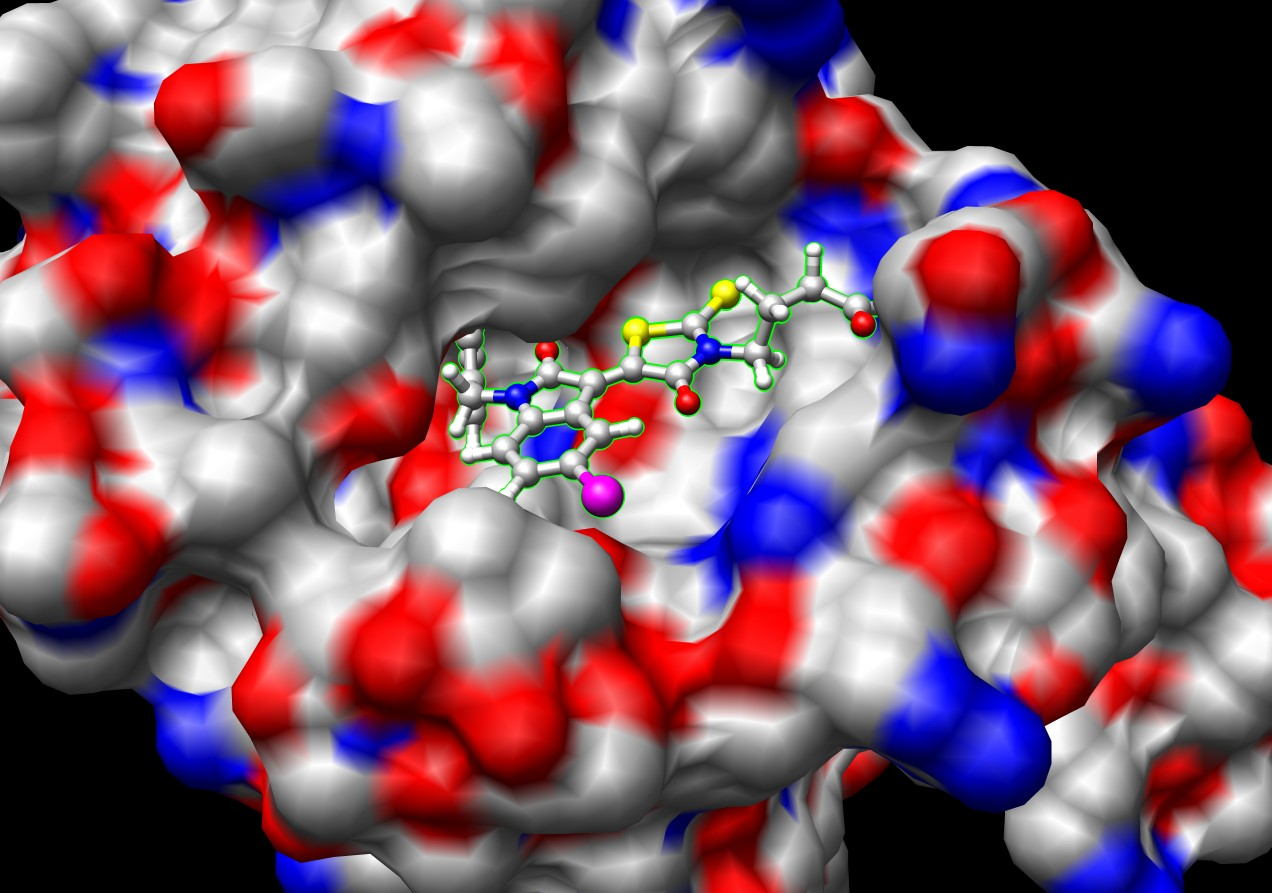
Una piccola molecola legata a una proteina dopo docking.

Il docking molecolare, nel campo della modellistica molecolare, è un metodo che predice l'orientamento preferito di una molecola verso una seconda quando queste si legano fra di loro per formare un complesso stabile.
La conoscenza dell'orientamento preferito può essere utilizzata per predire la forza di un'associazione o di un legame proteina-ligando tra due molecole utilizzando per esempio le funzioni di score.
Le associazioni tra molecole biologicamente rilevanti come proteine, acidi nucleici, carboidrati e lipidi giocano un ruolo centrale nella trasduzione del segnale. Il relativo orientamento delle due molecole che interagiscono può influenzare il tipo di segnale prodotto (ad esempio agonista verso antagonista). Il docking è quindi utile per predire sia la forza che il tipo di segnale prodotto.
Il docking è usato frequentemente per predire l'orientamento del legame di una piccola molecola farmacologicamente attiva alla sua proteina bersaglio, così da poter prevedere l'affinità e l'attività di questa molecola. Il docking quindi gioca un ruolo importante nella progettazione razionale del farmaco. Dato il significato biologico e farmaceutico del docking molecolare, sono stati fatti considerevoli sforzi per migliorare i metodi utilizzati per predire il docking.

## Definizione del problema
Il docking molecolare si può pensare come un problema di “serratura e chiave”, dove bisogna capire il corretto orientamento della “chiave” che aprirà la “serratura”  (in quale superficie della serratura c'è il buco, in quale direzione bisogna girare la chiave dopo che è inserita, ecc. ). La proteina può essere immaginata come la "serratura" e il ligando come "chiave". Il docking molecolare può essere definito come un problema di ottimizzazione nel quale bisogna trovare l'orientamento migliore di un legando che si lega ad una particolare proteina. Tuttavia, siccome sia il ligando che la proteina sono flessibili, l'analogia migliore è quella della "mano nel guanto". Durante il corso del processo, il ligando e la proteina modificano la loro conformazione per ottenere l'orientamento migliore e questo tipo di aggiustamento di conformazione è chiamato “adattamento indotto”.
Lo scopo del docking molecolare è di simulare tramite computer il processo di riconoscimento molecolare. Il fine è quindi quello di ottenere una conformazione ottimizzata contemporaneamente per la proteina, il ligando e il loro orientamento relativo tale che l'energia libera del sistema sia minimizzata.

## Approcci al docking
Due approcci sono particolarmente popolari nella comunità del docking molecolare. Un approccio usa una tecnica che descrive la proteina e il ligando come superfici complementari.
Il secondo approccio simula il processo di docking nel quale sono calcolate le energie di interazione della coppia ligando-proteina. Entrambi gli approcci hanno vantaggi significativi, ma anche delle limitazioni. Entrambi gli aspetti vengono sottolineati qui di seguito.

### Complementarità della forma
I metodi di corrispondenza geometrica/complementarità della forma, descrivono una serie di proprietà che rendono possibile il legame tra proteina e ligando. Queste proprietà possono includere i descrittori superficie molecolare/superficie complementare. In questo caso la superficie molecolare del recettore è descritta in termini di area superficiale accessibile al solvente e la superficie molecolare del ligando è descritta in termini della sua superficie di legame. La complementarità tra le due superfici risulta dalla descrizione della corrispondenza della forma che può aiutare a trovare la pose complementare del docking tra le molecole del recettore e del ligando. Un ulteriore approccio è descrivere le proprietà idrofobiche della proteina utilizzando turns negli atomi della catena principale. Un ulteriore approccio è utilizzare una tecnica Fourier shape descriptor.
Se gli approcci basati sulla complementarità della forma sono tipicamente veloci e robusti, non possono di solito modellare accuratamente i movimenti o i cambiamenti dinamici nella conformazione ligando/proteina, nonostante recenti sviluppi permettano a questi metodi di investigare la flessibilità del ligando.
I metodi di complementarità della forma possono analizzare in pochi secondi varie migliaia di ligandi e verificare se possono legarsi al sito attivo della proteina; inoltre normalmente sono scalabili alle interazioni proteina-proteina.

### Simulazione
La simulazione del processo di docking è un processo molto più complicato. In questo approccio, la proteina e il ligando sono separati da una distanza fisica. Il ligando trova la sua posizione nel sito attivo della proteina dopo un certo numero di "mosse" nel suo spazio conformazionale. Le mosse incorporano le trasformazioni del corpo rigido come traslazioni e rotazioni, ma anche cambiamenti interni della struttura del ligando come rotazione e torsione. Ogni mossa nello spazio conformazionale del ligando induce un costo energetico totale del sistema e quindi dopo ogni mossa viene ricalcolata l'energia totale del sistema.

## Meccanismi del docking
Per effettuare un docking il primo requisito è la struttura della proteina. Normalmente la struttura è stata determinata tramite una tecnica chiamata cristallografia a raggi X o più raramente viene utilizzata la NMR di proteine. La struttura della proteina e un database di potenziali ligandi servono come input al programma. Il successo del docking dipende da due componenti: l'algoritmo di ricerca e la funzione di score.

### Algoritmo di ricerca
Lo spazio di ricerca in teoria consiste in ogni possibile orientamento e conformazione della proteina accoppiata al ligando. Tuttavia in pratica con le correnti risorse computazionali è impossibile esplorare esaustivamente tutto lo spazio di ricerca comprendente tutte le possibili distorsioni di una molecole (le molecole sono dinamiche possono avere un insieme di stati conformazionali) e tutte le possibili orientazioni del ligando relativo alla proteina ad un dato livello di granularità. La maggior parte dei programmi di docking in uso prevedono un ligando flessibile e alcuni tentativi per agganciarsi ad un recettore flessibile nella proteina. Ogni "snapshot" della coppia è chiamato pose.
Ci sono una serie di strategie di ricerca che vengono applicate al ligando e al recettore, queste includono:
- ricerche sistematiche o stocastiche torsionali sui confini ruotabili
- simulazioni di dinamica molecolare
- algoritmi genetici per "evolvere" le nuove conformazioni a bassa energia

#### Flessibilità del ligando
Le conformazioni del ligando possono essere generate in assenza del recettore a cui successivamente verrà applicato il docking o conformazioni che possono essere generate al volo in presenza del recettore, o con una flessibilità rotazionale di ogni angolo diedro utilizzando il docking basato sui frammenti. La valutazione dell'energia del campo di forza è utilizzata molto spesso per scegliere le conformazioni ragionevoli dal punto di vista energetico, ma possono essere utilizzati anche metodi basati sulla conoscenza.

#### Flessibilità del recettore
La capacità computazionale si è incrementata notevolmente negli ultimi anni, rendendo possibile l'uso di tecniche più sofisticate e metodi computazionalmente intensivi. Tuttavia la flessibilità del recettore rimane un problema complesso. La ragione principale per questa difficoltà è il grande numero di gradi di libertà che bisogna prendere in considerazione in questo tipo di calcoli. Non considerarli, tuttavia, conduce a risultati poco significativi.
Per emulare la flessibilità del recettore vengono utilizzate molte strutture statiche sperimentalmente determinate per la stessa proteina in diverse conformazioni.  In alternativa, per generare una conformazione energetica proteica ragionevole vengono utilizzate le conoscenze sulla struttura proteica delle catene di amminoacidi che circondano la cavità di legame.

### Funzione di score
La funzione di score prende in input una "pose" e restituisce un numero che indica la possibilità che la pose rappresenti un'interazione di legame favorevole.
La maggior parte delle funzioni di score sono basate sul force field della meccanica molecolare che stima l'energia di una pose; una bassa (negativa) energia indica un sistema stabile e quindi una possibile interazione di legame. Un approccio alternativo è di creare un potenziale statistico per le interazioni da un grosso database di complessi proteina-ligando come il Protein Data Bank e valutarne il risultato.
Grazie alla cristallografia a raggi X sono state risolte un gran numero di strutture di proteine e ligandi con alta affinità, ma i ligandi con bassa affinità tendono ad essere sfuggenti a causa del fatto che sono meno stabili e quindi più difficili da cristallizzare. Le funzioni di score che si ottengono utilizzando questi dati possono simulare correttamente ligandi ad alta affinità, ma possono anche fornire plausibili dock per ligandi che non legano. Questo porta ad un gran numero di falsi positivi, come ad esempio un ligando che si lega ad una proteina, anche se questo non si verifica nella fase sperimentale.
Un modo per limitare il numero di falsi positivi è quello di ricalcolare l'energia delle migliori pose utilizzando delle tecniche (potenzialmente) più accurate, ma computazionalmente più intense come i metodi Generalized Born o Poisson-Boltzmann.

## Applicazioni
Un'interazione di legame tra una piccola molecola ligando e una proteina enzima può attivare o inibire l'enzima. Se la proteina è un recettore, il legame col ligando può risultare agonista o antagonista. Il docking è comunemente usato nel campo della progettazione del farmaco — la maggior parte dei farmaci sono delle piccole molecole organiche a cui il docking può essere applicato, soprattutto ai campi indicati qui sotto:
- hit identification – il docking combinato con una funzione di score può essere usato per monitorare velocemente grandi database di potenziali farmaci in silico, per identificare le molecole che più probabilmente si leghino al bersaglio di interesse.
- lead optimization – il docking può essere usato per predire dove e in quale orientamento relativo un ligando si lega ad una proteina. Quest'informazione può essere utilizzata per creare analoghi più potenti e selettivi.
- Biorisanamento – Il docking proteina ligando può essere utilizzato per predire gli inquinanti che possono essere degradati dagli enzimi.[22]